# Tinodes kadiellus
Tinodes kadiellus är en nattsländeart som beskrevs av Lazar Botosaneanu och Gasith 1971. Tinodes kadiellus ingår i släktet Tinodes och familjen tunnelnattsländor. Inga underarter finns listade i Catalogue of Life.